# كايت مارفيل
كايت مارفيل (بالإنجليزية: Kate Marvel)‏ ناشطة بيئية وكاتبة في المجال العلمي حيث تَنشر كِتاباتِها في مجلات علمية متعددة. تعمل كايت كباحثة مشاركة في كلٍ من معهد جودارد للأبحاث الفضائية في ناسا وقسم الفيزياء التطبيقية والرياضيات في جامعة كولومبيا.

## حياتها العلمية
تلقت كايت تعليمها في جامعة كاليفورنيا (بركلي)، حيث حصلت على شهادة البكالوريس في تخصص الفيزياء والعلوم الفضائية في عام 2003، في عام 2008 حصلت على شهادة الدكتوراة في الفيزياء النظرية من جامعة كامبردج حيث أتمت دراستها بواسطة منحة جيتس كامبردج (بالإنجليزية: Gates Cambridge). بعد اتمامها الدكتوراه قامت كايت بإعادة تركيز اهتمامها نحو العلوم البيئية وبذلك حصلت على زمالة في مركز الأمن والتعاون الدولي المَوجود في جامعة ستانفورد تحديدا في قسم العلوم البيئية.

## أبحاثها
تَعمل كايت حاليًا على نمذجة النظم البيئية حيث تَهدِف إلى توقع مدى ارتفاع درجة حرارة الأرض في المستقبل خلال بحثها اكتشفت كايت أن التغطية السحابية عامل مهم في معدل الاحتباس الحراري.
حيث وضحت أن السُحب تمتلك تأثيرين عكسيين رئيسيين، أولا تلعب التغطية السحابية دورا في تخفيض درجة حرارة الأرض من خلال عكس الطاقة الشمسية نحو الفضاء، ولكن على النقيض من ذلك قد تقوم السُحب بتجميع وحبس الحرارة من الكوكب ومن ثم تشعها نحو سطح الأرض مجددا

## النشاطات المجتمعية
تُعد كايت ناشطة مجتمعية متحدثة عن اثار التغير المناخي. تم استضافة كايت في العديد من البرامج التلفزيوينية الشهيرة للتحدث عن الحاجة لإيجاد حلول للمشاكل المناخية. لدى كايت زاوية في مجلة ساينتفك أميركان (بالإنجليزية: Scientific American) حيث تقوم بنشر كتاباتها التتي تتناول عدة مواضيع منها الأُسس العلمية للاحتباس الحراري، والسياسات المناخية.